# أليكس سميث (رجل أعمال)
أليكس سميث (بالإنجليزية: Alex Smith) هو شخصية أعمال أمريكي، ولد في 6 نوفمبر 1986 في فورت واين في الولايات المتحدة.